# Dodie
Dorothy Miranda Clark (nacida el 11 de abril de 1995) y de nombre artístico dodie, a veces conocida como Dodie Clark, es una cantautora y YouTuber británica, nacida en Epping (Essex). Dodie publica tanto canciones originales como versiones de canciones en su canal principal de YouTube, "doddleoddle", y publica vlogs en su segundo canal, "doddlevloggle". A fecha de octubre de tiene 153 vídeos y más de 1.260.000 suscriptores en su canal principal. El 9 de diciembre de 2016 publicó su primer videoclip en su canal de Vevo, donde tiene más de 8,9 millones de visualizaciones y 287.000 suscriptores.
Dodie ha publicado tres EP, Intertwined, You y Human y los tres entraron en el top-40 de la lista oficial de ventas del Reino Unido, llegando a los números 35, 6 y 5 respectivamente.

## Carrera musical y en YouTube
El primer canal de Dodie se llamaba "Dodders5", ahora conocido como "Alice and dodie show!", y lo creó el 1 de agosto de 2007 en colaboración con su amiga Alice Webb.
Dodie creó su canal principal, "doddleoddle", el 7 de febrero de 2011. Su primer vídeo allí, una canción original titulada "Rain" data del 14 de abril de ese año. Además de ese canal principal, dodie tiene un canal de VEVO, "dodie VEVO", y un canal secundario, "doddlevloggle".
El 18 de noviembre de 2016, dodie publicó de forma independiente su primer EP, Intertwined. A pesar de carecer de discográfica, el EP llegó al número 35 en la lista oficial británica de álbumes en la primera semana tras la publicación.
Clark también copresentó Coca-Cola's CokeTV junto al colega YouTuber Manny Brown, donde realizaron diversas actividades.
El segundo EP de dodie, You, salió el 11 de agosto de 2017. En la primera semana, debutó en el número 6 de la lista oficial de ventas. También debutó en el número 55 en el Billboard 200 estadounidense. Dodie publicó un libro el 2 de noviembre de 2017, Secrets for the Mad: Obsessions, Confessions and Life Lessons (lit. Secretos para los locos: obsesiones, confesiones y lecciones de vida).
En 2018, apareció en una colaboración con Faultline, una versión de la canción "All I Do Is Dream of You", que apareció en una campaña publicitaria de Audi en el Reino Unido.
El 18 de septiembre de 2018, dodie anunció su tercer EP, titulado Human, que salió el 18 de enero de 2019, siendo la canción principal el sencillo principal lanzado el 21 de septiembre. El EP subió al número 5 en la lista oficial de álbumes del Reino Unido.
En el 2019, formó parte de la banda sonora de Moominvalley con una canción titulada Ready Now. Más tarde ese año lanzó un sencillo llamado Guiltless, así como una colaboración con Jacob Collier, con una versión de Here Comes the Sun. Tras el lanzamiento de su colaboración con Jacob Collier, anunció el lanzamiento de un nuevo sencillo "Boys Like You" el 6 de septiembre. Fue lanzado el 27 de septiembre.
El 19 de octubre de 2020, Dodie anunció que lanzaría su primer álbum de estudio de larga duración Build a Problem el 5 de marzo de 2021. El primer sencillo, "Cool Girl", se estrenó en BBC Radio y se lanzó en múltiples plataformas de transmisión. El 8 de febrero de 2021, se anunció que el álbum se retrasaría hasta el 26 de marzo de 2021 debido a complicaciones de la pandemia de COVID-19 y el Brexit. Más tarde, el 11 de marzo, hizo un anuncio de que se retrasaría aún más hasta el 7 de mayo de 2021. El álbum recibió críticas positivas de los críticos tras su lanzamiento y debutó en el número tres en la lista de álbumes del Reino Unido, su posición más alta en las listas hasta la fecha.
El 29 de julio de 2022, Dodie lanzó "Got Weird", su primer sencillo en solitario desde Build a Problem. El 2 de septiembre de 2022, lanzó el sencillo de seguimiento "Hot Mess" y anunció un EP del mismo nombre, que se lanzó el 30 de septiembre de 2022.

## Vida personal
Dodie nació y creció en Epping (Essex), Inglaterra. Tras completar el GCSE y los exámenes en The Leventhorpe Scholl, vivió en Bath con el compañero YouTuber Jaime Jo. Tuvo un novio de larga duración, Tom Law, pero acabó la relación en 2013. Temporalmente trabajó para Hiive. En enero de 2015, se mudó a Londres, primero viviendo con Evan Edinger y después Hazel Hayes. Dodie es abiertamente bisexual, comunicándolo oficialmente en noviembre de 2015 en el canal principal, aunque ya había hablado de ello en su segundo canal en agosto de 2014. Tiene una hermana llamada Heather y un hermano mayor llamado Iain.

## Discografía

### EP
- Intertwined (2016) (#35 UK)

1. "Intertwined"
2. "I Have a Hole in My Tooth (And My Dentist Is Shut)"
3. "Absolutely Smitten"
4. "Life Lesson"
5. "Sick of Losing Soulmates"
6. "When" (Live)

- You (2017) (#6 UK, #17 Aus)

1. "In the Middle"
2. "6/10"
3. "Instrumental"
4. "You"
5. "Secret for the Mad"
6. "Would You Be So Kind"

- Human (2019) (#5 UK)

1. "Arms unfolding"
2. "Monster"
3. "Not What I Meant (Ft. Lewis Watson)"
4. "Human (Ft. Tom Walker)"
5. "She"
6. "If I'm being honest"
7. "Burned out"

### Sencillos
- As lead artist

1. "Little Mosquito" (2013)
2. "Social Dance" (2014)
3. "Sick of Losing Soulmates (2016) -Interwined
4. "Interwined" (2016) - Interwined
5. "6/10" (2017) - You
6. "You" (2017) - You
7. "In the Middle" (2017) - You
8. "Party Tattoos" (2018)
9. "Human (ft. Tom Walker)" (2018) - Human
10. "If I'm being honest" (2018) - Human
11. "Monster" (2019) - Human
12. "Guiltless" (2019)
13. "Boys like you" (2019)

- As featured artist

1. "All I do is dream of you" (Faultline) (2018)
2. "Breakup Mashup" (Pomplamoose) (2019)
3. "Shotgun" (Pomplamoose) (2019)
4. "Here comes the sun" (Jacob Miller) (2019)

## Giras
En 2014, Clark se unió a su compañero YouTuber Bry en su gira nacional por el Reino Unido y se reunió con él en su gira por Australia y Nueva Zelanda en 2015. En enero de 2015, apoyó a Bethan Leadley (MusicalBethan) en su gira por el Reino Unido. Realizó una gira con Tessa Violet dos veces durante el período 2015-2016, así como con Jon Cozart y Rusty Clanton en 2016. 
Ella recorrió el Reino Unido para su EP, Intertwined, en marzo de 2017, en el acto de apertura de Rusty Clanton y Orla Gartland como su guitarrista.
También fue de gira por el Reino Unido e Irlanda por su segundo EP, You, en octubre de 2017 con Orla de nuevo.
Dodie realizó una gira por Europa en febrero y marzo de 2018. También tuvo su tercera gira por el Reino Unido, titulada 'The Spring Tour', donde fue apoyada por los actos Fenne Lily y Skinny Living. Dodie también actúa con frecuencia en eventos de festivales musicales y relacionados con YouTube. Dodie realizó una gira con Tessa Violet en los Estados Unidos en septiembre de 2018. Realizó una gira por Europa y el Reino Unido para su EP Human en febrero y marzo de 2019. Dodie comenzó su gira por Estados Unidos para su EP Human en septiembre de 2019, abriendo en Washington D. C..
Durante estos tours Dodie a menudo se involucra en "meets and greets" donde ella da a sus fanes la oportunidad de una charla, foto y autógrafo. Ella ha declarado anteriormente en Twitter y Youtube que no le gusta hacer que los fanes paguen por conocerla y ha dicho que no es un "privilegio" por el que deberían pagar.
El 29 de octubre de 2019, Dodie actuó en Dingwalls de Londres en apoyo de Unreal una organización benéfica para la despersonalización/desrealización junto con otros invitados especiales. Ella misma ha hablado sobre su experiencia con su condición de salud mental en sus videos de Youtube, así como en su libro (Secrets For the Mad, 2 de noviembre de 2017).

## Premios y nominaciones
| Año  | Premio                                  | Candidato   | Resultado |
| ---- | --------------------------------------- | ----------- | --------- |
| 2017 | Premio Shorty – Mejor músico de YouTube | Dodie Clark | Ganadora  |
| 2017 | Premio Streamy – Artista revelación     | Dodie Clark | Nominada  |